# Marcão (ur. 1975)
Marcão, właśc. Marcos Alberto Skavinski (ur. 28 marca 1975 w Kurytybie) – brazylijski piłkarz występujący na pozycji środkowego obrońcy.
W Campeonato Brasileiro Série A rozegrał 197 spotkań i zdobył trzy bramki.